# Homy Hogs
Gli Homy Hogs erano una band hardcore punk svedese, attiva dal 1979 al 1982 con qualche riunione nel 1983 e 1984.
Sono considerati, insieme a Headcleaners, Anti Cimex e Mob 47, i pionieri dell'hardcore punk svedese.
Hanno pubblicato due album, Noje For Nekrofiler nel 1981 e Smash Overdose nel 1982, successivamente si sono sciolti ma hanno fatto qualche presenza e un album sotto il nome di Werewolves on Wheels.

## Discografia

### Album studio
- 1981 - Noje for Nekrofiler LP
- 1982 - Smash Overdose MC-EP
- 1983 - Homy Hogs wanna destroy 7"
- 1986 - Werewolves on Wheels LP
- 1987 - Homy Hogs wanna destroy 12"
- 1988 - Werewolves on Wheels vs everything that movesLP
- 1988 - High Drive/Rokker Triplane 7"

## Formazione

### 1979-1982
- LT Hog - chitarra
- Gördis Hog - basso
- Palle Krüger - batteria
- Kirran Hitler-Lenin - voce (1979-1980)
- Stanke Stankeviecz - voce (1980)
- Pettan Enöga - voce (1980-1981)
- Drulle Moschta - voce (1981-1982)

### 1983-1984
- LT Hog - voce
- Palle Krüger - chitarra
- Pettan Enöga - chitarra
- Porra Lindengren - basso
- Gördis Hog - batteria

### 1984-1986
- LT Hog - voce, chitarra
- Porra Lindengren - chitarra
- Nandor Hegedüs - basso
- Gördis Hog - batteria